# Andrei Lukin
Andrei Lukin (* 26. Februar 1989) ist ein estnischer Eishockeyspieler, der seit 2017 beim HC Vipers Tallinn in der estnischen Meistriliiga unter Vertrag steht.

## Karriere
Andrei Lukin begann seine Karriere als Eishockeyspieler in seiner estnischen Heimat, in der er 2006/07 für die Tallinna Eagles und 2007/08 für Purikad Tallinn in der Meistriliiga spielte. Gegen Ende der Spielzeit 2007/08 und in der Folgesaison lief er dann in der Meistriliiga für die Eesti Noortekoondis, die estnische U-20-Nationalmannschaft, auf, die als Gastteam an den Spielen der Liga teilnahm. 2010 wechselte er in die Lettische Eishockeyliga, wo er mit dem DHK Latgale aus Daugavpils den dritten Platz belegte. Trotzdem kehrte Lukin bereits nach einem Jahr nach Tallinn zurück und schloss sich Tallinn Viiking Sport an. Aber auch dort hielt es Lukin lediglich eine Spielzeit und so ging er im Sommer 2012 nach Finnland, um bei Pyhäjärven Pohti in der viertklassigen II-divisioona weitere Auslandserfahrung zu sammeln. 2013 kehrte er dann zu Viiking Sport, das in seiner Abwesenheit gerade erstmals estnischer Meister geworden war, in die Meistriliiga zurück. Nach nur einem Spiel dort ging er jedoch zu Kohtla-Järve Viru Sputnik und wechselte dann im Jahresrhythmus über Tartu Kalev-Välk, wo er 2015 estnischer Meister wurde, erneut Kohtla-Järve Viru Sputnik und den HC Tallinn zum HC Vipers Tallinn, wo er seit 2017 unter Vertrag steht.

### International
Für Estland nahm Lukin im Juniorenbereich an den U18-Junioren-Weltmeisterschaften 2005 und 2007 jeweils in der Division II sowie der Division I der U20-Junioren-Weltmeisterschaft 2007 und der Division II der U20-Junioren-Weltmeisterschaft 2008 teil. 
Im Seniorenbereich stand er erstmals im November 2012 bei der Olympiaqualifikation für die Spiele 2014 in Sotschi im estnischen Kader, als die Esten beim Erstrundenturnier in Kiew lediglich den vierten und letzten Platz hinter Gastgeber Ukraine, Polen und Spanien belegten. Im April 2013 stand er erneut für die Esten in der Ukraine auf dem Eis. Aber auch beim Turnier der Gruppe B der Division I der Weltmeisterschaft 2013 in Donezk reichte es lediglich zum letzten Platz, so dass die estnische Mannschaft in die Division II absteigen musste. Nach dem zwischenzeitlichen Wiederaufstieg spielte er bei der Weltmeisterschaft 2016 erneut in der Division I. Zudem vertrat er seine Farben auch bei der Olympiaqualifikation für die Winterspiele in Pyeongchang 2018 und beim Baltic Cup 2016.

## Erfolge und Auszeichnungen
- 2008 Aufstieg in die Division I bei der U20-Junioren-Weltmeisterschaft 2008, Division II
- 2015 Estnischer Meister mit Tartu Kalev-Välk